# Mallocera ramosa
Mallocera ramosa là một loài bọ cánh cứng trong họ Cerambycidae.